# 겐지모노가타리

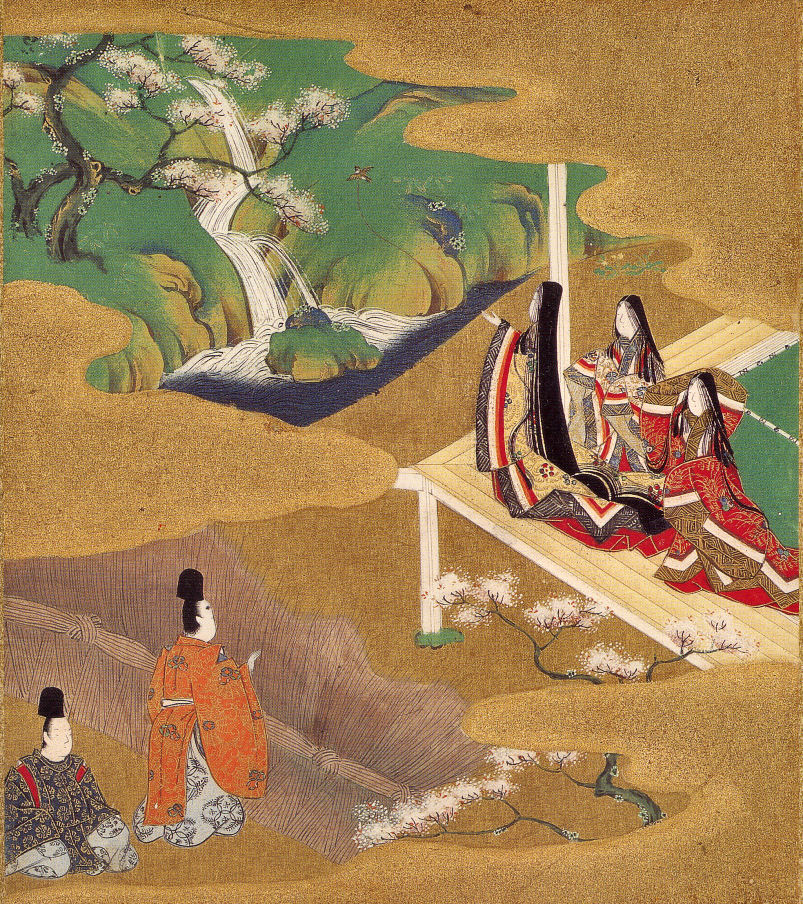
토사 미츠오키가 그린 《겐지모노가타리 화첩》에서의 〈와카무라사키(若紫)〉.키우던 참새를 놓쳐버린 어린 시절의 무라사키노우에와 시바가키에서 틈 사이로 바라보는 겐지.

《겐지모노가타리》(일본어: 源氏物語→겐지 이야기)는 일본 헤이안 시대 중기에 성립한 일본의 모노가타리계 장편이야기이자 소설이다. 문헌으로  처음 나온 게 1008년 (간코 5년)이다. 작가는 무라사키 시키부이며, 그녀 생애 유일한 모노가타리 작품이다. 주인공인 히카루 겐지를 통해 연애, 영광과 몰락, 정치적 욕망, 권력투쟁 등 헤이안 시대 귀족사회를 그렸다.
하급 귀족 출신인 무라사키 시키부는 20대 후반에 후지와라노 노부타카와 결혼해 1녀를 두었으나, 결혼 후 3년만에 남편과 사별하면서 현실을 잊기 위해 이야기를 쓰기 시작했다. 이것이 《겐지모노가타리》 시작이다. 당시에는 종이가 귀했기 때문에 종이 제공자가 있으면 그때마다 쓰고, 동료끼리 서로 비평하는 등 즐거워했다. 그 이야기 평판에 후지와라노 미치나가의 딸인 중궁 후지와라노 쇼시(아키코)의 가정교사로 무라사키 시키부를 불렀다. 이를 계기로 궁중에 들어간 무라사키 시키부는 궁에서 근무하며 후지와라노 미치나가 지원 아래 이야기를 계속 썼고, 54첩 《겐지모노가타리》를 완성했다.

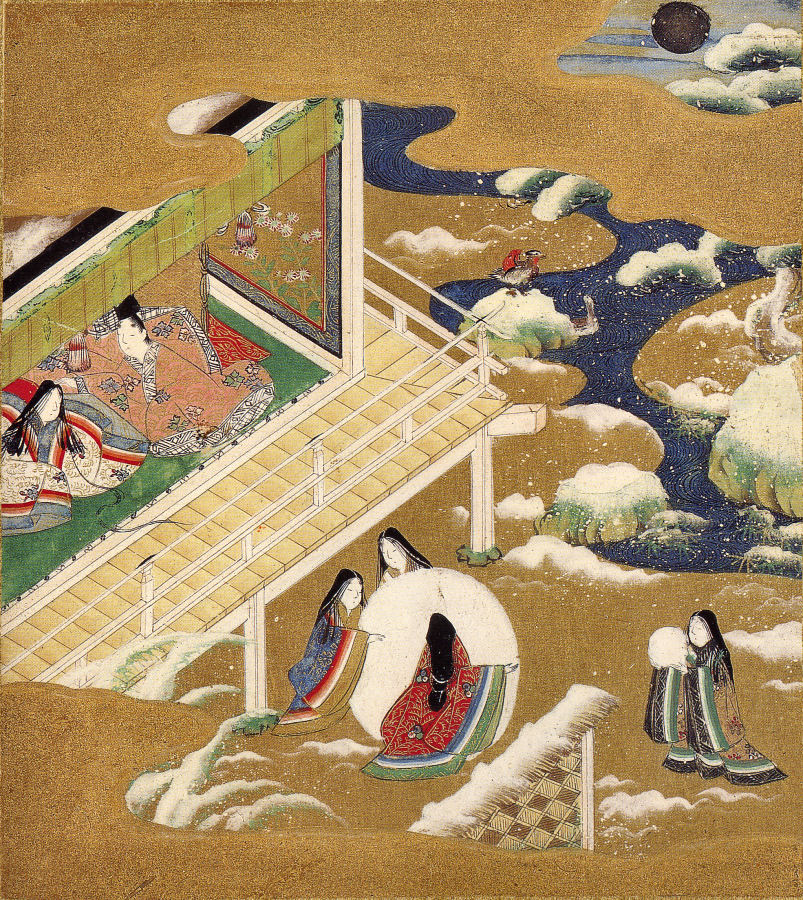
토사 미츠오키가 그린 《겐지모노가타리 화첩》에서의 〈아사가오(朝顔)〉. 눈 내리는 장면. 저택 안에 있는 것은 겐지와 무라사키노우에

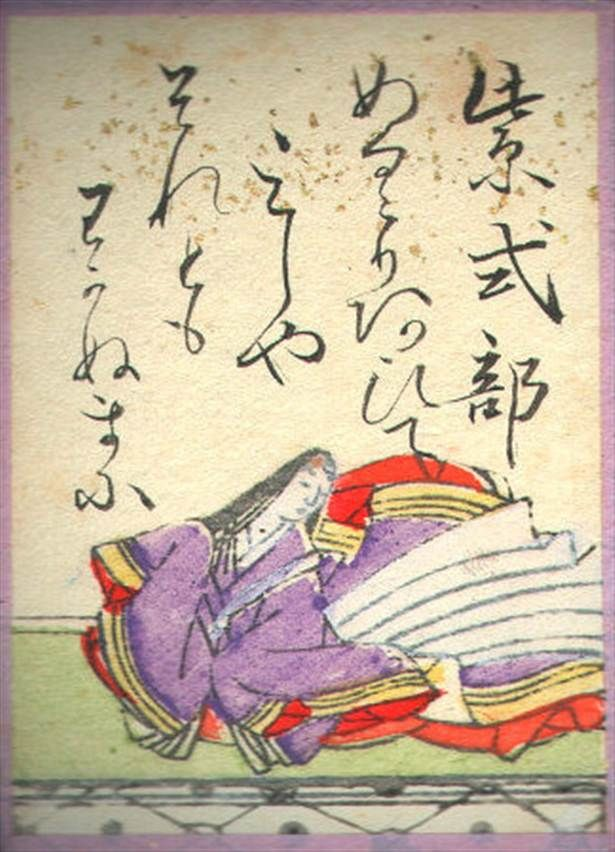
무라사키 시키부

또한, 겐지모노가타리는 문헌이 처음 나온지 약 150년 만인 헤이안 시대 말기에, 〈겐지모노가타리 에마키〉로 회화화되었다. 현존하는 에마키 중, 도쿠가와 미술관과 고토 미술관 소장품은 국보로 지정되어있다. 또, 현재 《겐지모노가타리》는 일본 뿐아니라, 20개 언어 이상의 번역을 통해, 세계 각국에서 읽히고 있다.

## 제목
고사본은 제목이 적혀 있지 않은 것도 많고, 기록되어 있는 경우에도 내용은 다양하다. 《겐지모노가타리》의 경우에는 책자의 표제로써 《겐지모노가타리》 내지 그에 해당하는 이야기 전체의 표제가 적혀 있는 경우보다 각각의 첩명이 적혀 있는 경우가 적지 않다. 이러한 경위로 보아, 현재 일반적으로 《겐지모노가타리》라고 불리는 이 이야기가 쓰여질 당시의 제목이 무엇이었는지는 분명치 않다. 옛 사본이나 주석서 등의 문헌에 나와 있는 명칭은 크게 다음과 같은 계통으로 나뉜다.
- 「源氏の物語」, 「光源氏の物語」, 「光る源氏の物語」, 「光源氏」, 「源氏」「源氏の君」 등으로 하는 계통

- 「紫の物語」, 「紫のゆかり」, 「紫のゆかりの物語」 등으로 하는 계통

이들은 모두 겐지(源氏 (光源氏) 또는 무라사키노우에(紫の上)라는 주인공의 이름을 그대로 이야기 제목으로 한 것이어서 이야기의 고유한 명칭이라고 보기는 어렵다. 또한, 집필 시 저자가 명명했다면 이처럼 다양한 제목이 생겨날 것으로 보기 어렵기 때문에, 이들이 작자에 의한 것이 아닐 가능성이 높다고 본다.
『무라사키 시키부 일기』, 『사라시나 일기』, 『미즈가카미』 등, 이 이야기의 성립 시기에 가까운 주요 문헌에 《겐지모노가타리》라고 되어 있는 점 등으로 말미암아, 이야기의 성립 초기부터 이 이름으로 불렸다고 생각되지만, 작가의 일반적인 통칭인 「무라사키 시키부」가 《겐지모노가타리》 (=《무라사키노모노가타리》)의 작자라는 데서 유래한다면, 그 바탕이 된 《무라사키노모노가타리》나 《무라사키노유카리노모노가타리》라는 명칭은 상당히 이른 시기부터 존재했을 것으로 보이며, 「겐지(源氏)」를 표제로 내세운 제목보다 오래되었다는 견해도 있다. 《무라사키노모노가타리》라고 부르는 경우에는, 현재의 《겐지모노가타리》 54첩 전체를 가리키는 것이 아니라, 「와카무라사키(若紫)」를 비롯한 무라사키노우에가 등장하는 권 (이른바 《무라사키노우에모노가타리》)만을 지칭한다는 설도 있다.
『카카이쇼(河海抄)』 등의 고전승에는 「源氏の物語」라고 불리는 이야기가 여러 개 존재하고, 그 중에서 가장 뛰어난 것이 「光源氏物語」라고 하는 것이 있다. 그러나, 현재 《겐지모노가타리》라고 불리는 이야기 이외의 《겐지모노가타리》의 존재를 확인할 수 없기 때문에, 이케다 키칸 등은 이 전승을 다루기에 부족한 기괴한 설에 불과하다며, 사실이 아니라고 밝혔다. 이에 대해 와츠지 테츠로는 현재의 《겐지모노가타리》에는 독자들에게 현재 알려지지 않은 히카루 겐지에 대한 모종의 주지의 이야기가 존재하는 것을 전제로 처음 이해할 수 있는 부분이 존재한다며, "이것은 갑자기 척척 해야할 설이 아닐라고 생각한다"고 말했다.
이 밖에, 「원어 (源語/げんご)」, 「자문 (紫文/しぶん)」, 「자사 (紫史/しし)」 등의 한자어풍 명칭으로 불리기도 하지만, 이들은 한어의 영향을 받은 것으로, 그다지 오래된 것은 아닌 것으로 보인다. 이케다에 의하면, 그 사용은 에도 시대를 거슬러 올라가지 않는다고 여겼다.

## 줄거리
겐지가 세 살 때 그의 어머니가 죽고, 천황은 그녀를 잊지 못한다. 이후 기리쓰보 천황은 선대 천황의 공주였던 한 여인(후지쓰보)이 자신의 죽은 후궁과 닮았다는 소문을 듣고, 그를 후궁으로 맞이한다. 겐지는 처음에는 계모로서 후지쓰보를 사랑하지만, 후에 여인으로서 사랑하게 되어 둘은 서로 사랑에 빠진다. 겐지는 후지쓰보에 대한 금지된 사랑으로 괴로워하며, 자신의 아내(아오이노 우에)와도 사이가 좋지 않다. 그는 여러 여인들과 연애를 이어가지만, 대부분의 경우 그의 구애가 거절당하거나, 연인이 갑자기 죽거나, 혹은 그가 싫증을 내게 되어 만족스럽지 못하다.
겐지는 교토 북쪽의 시골 구릉 지대인 기타야마를 방문하던 중 아름다운 열 살 소녀를 발견한다. 그는 이 어린 소녀(무라사키노 우에)에게 매료되어, 그가 후지쓰보의 조카라는 사실을 알게 된다. 결국 그는 소녀를 납치하여 자신의 궁으로 데려와 자신의 여인상인 후지쓰보를 닮도록 교육시킨다. 이 시기에 겐지는 또한 후지쓰보와 은밀히 만나 아들 레이제이를 낳게 된다. 두 연인을 제외한 모든 이들은 이 아이의 아버지가 기리쓰보 천황이라고 믿는다. 후에 이 아들은 황태자가 되고 후지쓰보는 황후가 되지만, 겐지와 후지쓰보는 아이의 진정한 혈통을 비밀로 하기로 맹세한다.
겐지는 아내 아오이노 우에와 화해한다. 아오이는 아들을 낳지만 곧 세상을 떠난다. 겐지는 슬퍼하지만 이후 아내로 맞이한 무라사키에게서 위안을 찾는다. 겐지의 아버지인 기리쓰보 천황이 승하하고, 그의 아들 스자쿠가 뒤를 잇는다. 스자쿠의 어머니(고키덴)는 기리쓰보의 정적들과 함께 조정의 실권을 장악한다. 이때 겐지의 또 다른 비밀스러운 연애가 발각된다. 겐지와 스자쿠 천황의 후궁이 은밀히 만나다가 발각된 것이다. 스자쿠 천황은 개인적으로는 겐지와 그 여인(오보로즈키요) 사이의 일을 재미있어하지만, 이복동생임에도 불구하고 의무적으로 겐지를 처벌해야만 한다. 그는 겐지를 하리마국(현재 효고현 고베시의 일부)의 시골 마을 스마로 유배 보낸다. 그곳에서 아카시 승려(셋쓰국 아카시 출신이라 그렇게 불림)라 불리는 부유한 사람이 겐지를 대접하고, 겐지는 그의 딸과 관계를 맺는다. 그녀는 겐지의 유일한 딸을 낳게 되는데, 이 딸은 후에 황후가 된다.
수도에서는 스자쿠 천황이 돌아가신 아버지 기리쓰보의 꿈에 시달리고 눈에 이상이 생기기 시작한다. 한편 그의 어머니 고키덴이 병이 들어 왕좌에 대한 영향력이 약해지면서, 천황은 겐지의 사면을 명한다. 겐지는 교토로 돌아온다. 후지쓰보와의 사이에서 낳은 그의 아들 레이제이가 천황이 된다. 새로운 레이제이 천황은 겐지가 자신의 친부라는 사실을 알고 있었기에, 겐지의 지위를 가능한 최고 위치로 올린다.
하지만 겐지가 40세가 되면서 그의 삶은 쇠퇴하기 시작한다. 정치적 지위는 변함이 없으나, 중년이 찾아오면서 그의 사랑과 감정 생활은 점차 시들어간다. 그는 삼황녀(사이덴스티커 판본에서는 온나 산노 미야, 웨일리 판본에서는 뇨산으로 알려짐)를 새 아내로 맞이한다. 후에 겐지의 조카 가시와기가 삼황녀를 강제로 범하고, 그녀는 가오루를 낳는다(레이제이의 경우와 비슷하게, 가오루는 법적으로는 겐지의 아들로 알려진다). 겐지의 새로운 결혼은 비구니가 되고 싶다는 소원을 겐지에게 거절당했던 무라사키와의 관계를 변화시킨다.
겐지가 사랑하는 무라사키가 죽는다. 다음 장인 《마보로시》("환상")에서 겐지는 인생의 덧없음을 되새긴다. 그 다음 장의 제목은 《구모가쿠레》("구름 속으로 사라지다")로, 내용이 비어 있지만 겐지의 죽음을 암시한다.
45장부터 54장까지는 "우지 편"으로 알려져 있다. 이 장들은 가오루와 그의 친구 니오우의 이야기를 다룬다. 니오우는 황자로, 레이제이가 퇴위한 뒤 현 황후가 된 겐지의 딸의 아들이며, 가오루는 세상에는 겐지의 아들로 알려져 있으나 실제로는 겐지의 조카의 아들이다. 이 장들은 수도에서 멀리 떨어진 우지에 사는 한 황자의 여러 딸들을 둘러싼 가오루와 니오우의 경쟁을 다룬다. 이야기는 가오루가 니오우가 자신의 옛 연인을 숨기고 있는 것은 아닌지 의심하는 장면에서 갑자기 끝난다. 가오루는 때때로 문학사상 최초의 반영웅으로 일컬어진다.

## 문학적 맥락
11세기 일본 궁정을 위한 오락거리로 쓰였기 때문에, 이 작품은 현대 독자들에게 여러 가지 어려움을 준다. 가장 중요한 점은 무라사키가 사용한 언어인 헤이안 시대 궁정 일본어가 매우 복잡한 활용과 문법 구조를 가지고 있다는 것이다. 또 다른 문제는 작품 내에서 거의 모든 등장인물의 이름이 언급되지 않는다는 점이다. 대신 화자는 남성들을 주로 그들의 관직이나 사회적 지위로 지칭하고, 여성들은 주로 그들이 입은 옷의 색깔이나, 만남에서 사용된 말, 혹은 유력한 남성 친척의 지위로 지칭한다. 이로 인해 같은 인물이라도 장에 따라 다른 호칭으로 불리게 된다.
언어의 또 다른 특징은 대화에서 시가 중요하게 사용된다는 점이다. 헤이안 궁정 생활에서는 그 상황에 맞게 고전 시가를 변형하거나 바꾸어 말하는 것이 예상된 행동이었으며, 이는 종종 얕은 암시를 전달하는 수단이 되었다. 《겐지모노가타리》의 시들은 주로 고전 일본의 단가 형식을 따른다. 많은 시들이 독자들에게 잘 알려져 있었기 때문에, 보통 첫 몇 구절만 제시되고 나머지는 독자가 스스로 완성하도록 되어 있다. 독자들이 당연히 알고 있을 것으로 여겨지는 나머지 부분은 언급되지 않는다.
헤이안 시대의 대부분의 구어체 문학과 마찬가지로, 《겐지모노가타리》는 주로 가나(일본어 표음 문자), 특히 히라가나로 쓰여 있으며 한자는 많이 사용되지 않았다. 당시에 한자로 글을 쓰는 것은 남성적인 행위로 여겨졌다. 여성들은 일반적으로 한자 사용에 신중했으며, 대개 야마토어(일본 고유어)를 주로 사용했다.
정치와 불교 관련 어휘를 제외하면, 《겐지모노가타리》는 한자어(칸고)를 놀라울 정도로 적게 포함하고 있다. 이는 이야기에 매우 균일하고 부드러운 흐름을 부여하는 효과가 있다. 하지만 이는 또한 혼란을 초래하기도 한다. 동음이의어가 많이 있어서, 현대 독자들에게는 맥락만으로는 어떤 의미가 의도되었는지 파악하기가 충분하지 않은 경우가 있다.

## 평가
헤이안 시대 중기 11세기 초에 성립된 장편 소설(모노가타리, 物語)이다. ≪겐지 모노가타리(源氏物語)≫는 오랫동안 특정한 명칭 없이 ≪源氏の物語≫, ≪光源氏物語≫, ≪紫の物語≫, ≪光源氏≫, ≪源氏≫, ≪源語≫, ≪紫文≫ 등으로 불려 오다가, 오늘날에는 일반적으로 ≪源氏物語≫라는 서명으로 불리게 되었다. 전체 54권으로 나뉘어 있으며 200자 원고지 5000매가 넘는 세계 최고(最古), 최장(最長)의 고전 소설로 치밀한 구성과 인간의 심리 묘사, 표현의 정교함과 미의식 등으로 일본 문학사상 최고 걸작으로 평가된다.
당시의 전형적인 이야기가 보통 ‘옛날에 남자가 있었다’라고 시작되는 것과는 달리, ≪겐지 모노가타리≫는 ‘어느 천황의 치세 때였는지’라는 독창적인 서두로 시작된다. 작품 전체는 400여 명의 등장인물과 기리쓰보(桐壷), 스자쿠(朱雀), 레이제이(冷泉), 금상(今上)에 이르는 4대 천황에 걸친 70여 년간의 이야기로, 히카루겐지(光源氏, 이하 겐지)라고 하는 주인공의 비현실적이라 할 만큼 이상적인 일생과 그 후손인 가오루(薫)와 니오미야(匂宮) 등의 인간관계를 그리고 있다. 또한 본문은 수많은 전기(伝奇)적 화형(話型)과 함께 795수의 와카(和歌)가 산재되어 있어 긴장감 있는 문체를 이루고 있다.

## 등장 인물
- 히카루 겐지

제1부·제2부의 주인공. 기리쓰보 천황과 기리쓰보 갱의 사이의 아들로 천황의 제2황태자. 신적 강하하여 겐지 성을 받는다. 아내는 아오이노 우에, 온나산노미야이며 사실상의 정실부인은 무라사키노우에이다. 아들로는 유기리(어머니는 아오이노우에),레제인(어머니는 후지쓰보 중궁, 공식상은 기리쓰보 천황의 아이), 아카시 중궁(긴조 천황의 중궁.어머니는 아카시노기미). 그외 양녀로는 아키코노무 중궁(레이제이 천황의 후궁이자 로쿠조노 미야스도코로의 딸) 법적인 아들인 가오루(가시와기와 온나산노미야의 아이)이 있다.
- 기리쓰보 천황

히카루 겐지의 아버지. 총애했던 기리쓰보 갱의의 아들 겐지의 장래를 위해 그를 신하의 신분을 만들었다. 기리쓰보 천황의 막내아이라고 알려진 레이제이 천황은 사실 겐지의 아들이다.
- 기리쓰보 갱의

기리쓰보 천황의 후궁. 천황의 총애를 한몸에 받았지만 그로 인해 다른 후궁들의 질투와 시기를 샀고, 마음의 병을 얻어 겐지가 세 살 때 요절한다.
- 후지쓰보 중궁

선황의 황녀. 기리쓰보노 갱의를 빼닮은 외모 때문에 후궁이 되었으나 겐지와 밀통해 레이제이를 낳는다.
- 아오이노우에

태정관의 딸로 겐지의 첫 번째 정실부인로 겐지보다 연상이다. 오랫동안 부부 사이가 화목하지 않았지만 회임하여 유기리를 낳는다. 로쿠조노 미야스도코로에게 원한을 사 생령에게 빙의되어 죽는다.
- 도노추조 (내대신)

태정관의 아들이며 아오이노우에의 동복형제. 겐지의 친구이자 라이벌로 연애·승진등에서 항상 겐지에 앞선다.
- 로쿠조노 미야스도코로

前동궁(기리쓰보 천황의 형)의 미야스도코로(후궁)이자 겐지의 애인. 겐지에게 강한 집착을 보이고 그의 냉담함을 원망하여 아오이노 우에를 죽이기에 이른다. 전남편과의 사이에서 태어난 딸은 후에 겐지의 양녀가 되어 레이제이의 후궁에 들어가, 아키요시 중궁이 된다. 겐지는 미야스도코로의 사후, 그 저택을 물려받아 장대하게 개축한다. (로쿠조인의 명칭은 여기에서 나왔다.).
- 무라사키노우에

후지쓰보 중궁의 조카딸. 소녀 시절부터 겐지에게 양육되었고 아오이노우에가 죽은 후 사실상의 정실이 된다. 겐지와의 사이에 아이가 없어 아카시 중궁을 양녀로 삼는다. 온나산노미야와 겐지의 결혼으로 인생무상을 느낀게 된다.
- 아카시노기미

겐지의 애인이며 아카시 중궁을 낳는다. 본의 아니게 딸을 무라사키노우에의 양녀로 보내지만, 입궁후 다시 만나 그녀의 후견인이 된다.
- 스에쓰무하나

히타치노미야의 딸. 겐지의 애인이 되지만, 심하게 야윈데다가 길고 붉은 코를 가진 추녀. 작품 중 가장 보기 흉하게 그려져 있다.
- 온나산노미야

겐지의 이복형 스쟈쿠인의 제3황녀로 겐지의 조카딸이다. 스쟈쿠인의 바램도 있어 겐지 만년의 두 번째 정실이 된다. 유약한 성격으로 가시와기와 정을 통하여 가오루를 낳는다.
- 가시와기

내대신의 장남. 겐지와 결혼한 온나산노미야와 밀통한다. 이후 사실이 드러날 것을 두려워하다가 그 걱정으로 인하여 병사한다.
- 유기리

겐지의 장남. 어머니는 아오이노우에. 2살 연상의 사촌인 내대신의 딸인 구모이노 카리를 아내로 맞는다. 가시와기의 미망인인 오치바노미야를 사랑하게 되어 억지로 제2부인으로 맞는다.
- 가오루

제3부의 주인공. 겐지(친부는 가시와기)와 온나산노미야의 아이. 선천적으로 몸에서 좋은 향기가 나서 가오루라는 별명을 얻었다. 우지에 사는 하치노미야의 장녀 오이기미를 사랑했고, 그녀의 죽음 후에는 우키후네를 사모하게 된다.
- 니오노미야

긴조 천황과 아카시 중궁의 아들. 제3 황태자라는 신분을 내세워 방탕하게 생활한다. 가오루에 대한 경쟁심으로 향에 열중하였기 때문에 니오노미야라고 불린다. 우지에 사는 하치노미야의 딸 나카노기미를 주위의 반대를 무릅쓰고 아내로 삼지만 아내의 이복여동생인 우키후네에게도 관심을 나타보여 가오루의 집착을 알면서도 빼앗는다.
- 우키후네

오이기미와 나카노기미의 이복여동생. 가오루와 니오노미야와 사이에서 고민하다가 자살을 시도하지만 요코와의 승려에게 구조받는다.

## 같이 보기
- 겐지 이야기를 읽는 요령
- 겐지모노가타리의 등장인물
- 겐지모노가타리 에마키
- 겐지모노가타리 권명가
- 겐지모노가타리의 사본
- 무라사키 시키부
- 무라사키 시키부 일기
- 무라사키 시키부 일기 에마키
- 후지와라노 미치나가
- 어당관백기 (후지와라노 미치나가의 일기)
- 국풍 문화
- 일본의 중고문학사 (모노노아와레)
- 모노가타리 / 츠쿠리모노가타리 / 왕조모노가타리
- 풍속박물관 - 교토시에 있는 사립 전문박물관
- 우지시 겐지모노가타리뮤지엄
- 일본고전문학전집
- 홍루몽